# 1318
Het jaar 1318 is het 18e jaar in de 14e eeuw volgens de christelijke jaartelling.

## Gebeurtenissen
januari
- 18 - De Zweedse prinsen Erik Magnusson en Waldemar Magnusson, opgesloten in het kasteel van Nyköping, maken hun testament op.

maart
- 29 - De Japanse keizer Hanozono maakt volgens afspraak plaats voor een prins uit de andere tak van de keizerlijke familie: Go-Daigo.

mei
- 7 - Vier Spiritualen die hun overtuiging niet wensen over te geven worden als ketters op de brandstapel gedood.

juni
- 18 - De latere koningin Johanna II van Navarra trouwt met Filips van Évreux.

december
- 6 - Culemborg krijgt stadsrechten van Jan van Bosinchem, heer van Culemborg.

zonder datum
- Koning Birger I van Zweden wordt afgezet.
- Troppau wordt een afzonderlijk hertogdom.
- Graaf Reinoud I van Gelre wordt gevangen gezet. Zijn zoon Reinoud II neemt het bestuur over.
- Beleg van Sittard: Jan III van Brabant neemt de stad Sittard in, tot dan toe in handen van Reinoud van Valkenburg.
- De Universiteit van Treviso wordt gesticht.
- Het Illustere Lieve Vrouwenbroederschap in 's-Hertogenbosch wordt opgericht.
- oudst bekende vermelding: Krommenhoeke

## Kunst en literatuur
- De Roman van Heinric en Margriete van Limborch, wellicht door Hein van Aken, wordt voltooid.

## Opvolging
- Baden-Sausenberg - Hendrik opgevolgd door zijn broers Rudolf II en Otto I
- Brunswijk-Göttingen en Brunswijk-Wolfenbüttel - Albrecht II opgevolgd door zijn zoon Otto
- kanaat van Chagatai - Esen Buqa I opgevolgd door Kebek
- Epirus - Thomas I Komnenos Doukas opgevolgd door Nicolaas Orsini
- Glogau - Mathilde van Brunswijk opgevolgd door haar zoons Hendrik de Trouwe en Przemko
- Japan (29 maart) - Hanazono opgevolgd door Go-Daigo
- Pommeren-Wolgast - Bogislaw V opgevolgd door Bogislaw VI
- Tver - Michaël opgevolgd door zijn zoon Dimitri

## Geboren
- 8 juni - Eleonora van Engeland, Engels prinses, regentes van Gelre
- Yusuf I, koning van Granada (1333-1354)
- Constance Manuel van Peñafiel, echtgenote van Peter I van Portugal (jaartal bij benadering)
- Urbanus VI, paus (1378-1389) (jaartal bij benadering)
- Wenceslaus I van Legnica, Pools edelman (jaartal bij benadering)

## Overleden
- 17 januari - Erwin von Steinbach (~73), Duits architect
- 14 februari - Hendrik I van Brandenburg (61), Duits edelman
- 23 april - Bogislaw V (~55), hertog van Pommeren-Wolgast
- 26 april - Mathilde van Brunswijk (~41), Duits edelvrouw
- 14 augustus - Giacomo Colonna, Italiaans kardinaal
- 22 september - Albrecht II van Brunswijk (~50), Duits edelman
- 14 oktober - Edward Bruce, Hoge Koning van Ierland (1315-1318)
- 16 december - Dirk II van Brederode (~62), Hollands edelman
- Erik Magnusson (~36), Zweeds prins
- Hendrik van Sausenberg (~18), Duits edelman
- Michaël, vorst van Tver
- Otto IV van Weimar-Orlamünde, Duits edelman
- Rashid al-Din (~71), Perzisch geschiedkundige en bestuurder
- Waldemar Magnusson, Zweeds prins
- Willem I de Cock van Weerdenburg (~43), Nederlands edelman